# ناحیه فلورانس، شهرستان گودهیو، مینه سوتا
ناحیه فلورانس (به انگلیسی: Florence Township) یک منطقهٔ مسکونی در ایالات متحده آمریکا است که در شهرستان گودهیو، مینه‌سوتا واقع شده‌است.
 ناحیه فلورانس ۱۰۵٫۰ کیلومتر مربع مساحت و ۱٬۴۵۰ نفر جمعیت دارد و ۲۱۷ متر بالاتر از سطح دریا واقع شده‌است.